# Бефруа Кортрейка
Бефруа Кортрейка (нід. Belfort van Kortrijk) — середньовічна башта-бефруа у бельгійському місті Кортрейк, провінція Західна Фландрія. Розташована в межах історичного центру міста (площа Grote Markt), бефруа є одним із символів Кортрейка і внесена, разом із низкою башт-бефруа Бельгії та Франції, до списків об'єктів Світової спадщини ЮНЕСКО. Первісно башта була частиною комплексу міської палати сукнарів, тут розташовувалися скарбниця та міський архів, також башта слугувала спостережним пунктом для виявлення пожеж та інших небезпек.

## Історія
У XIV столітті, Кортрейк, як і деякі інші фламандські міста, був одним із центрів ткацької промисловості. Ткачі, вовнярі, торговці тканинами та одягом об'єднувалися у гільдії, задачею яких було регулювання, координація і встановлення стандартів продукції, що вироблялася. Невідомо, коли у Кортрейку з'явилася перша будівля палати сукнарів, найстаріша згадка про неї датована 1248 роком. На початку XIV століття до будівлі палати з північно-східної сторони добудували башту-бефруа; точна дата будівництва невідома, бефруа вперше згадується 1307 року і саме цим періодом датуються підвалини сучасної споруди. У 1377 році будівлю палати розширили. 1382 року, під час воєн фламандських міст із герцогом Бургундії Філіпом II Сміливим вона значно постраждала від пожежі та пограбування бургундцями, зокрема, годинник і годинниковий механізм був вивезений до Діжона як частина військової здобичі. У 1390—1395 роках будівлю палати відбудували, а 1395 року встановили новий годинник роботи майстра Яна де Лінкнехта (Jan de Leenknecht).

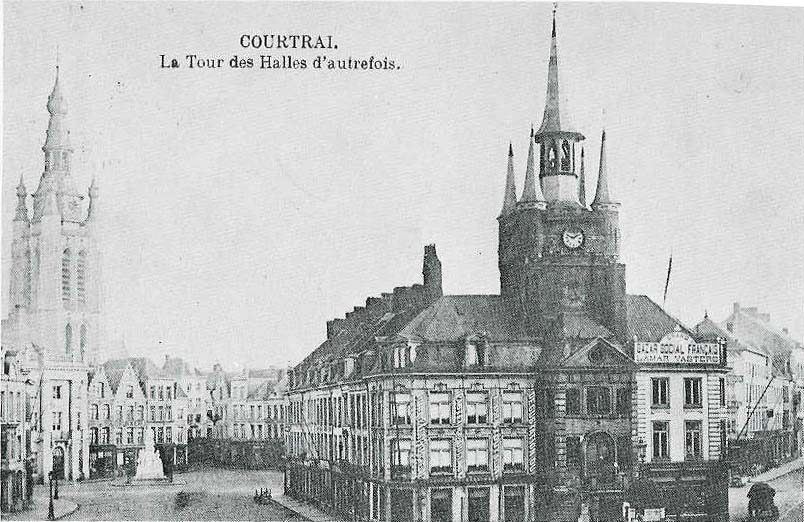
Будівля Старої палати сукнарів і бефруа. Фото 1897 р.

Після низки перебудов палати сукнарів башту-бефруа також надбудували, використавши старий фундамент як основу. У 1424 році підвалини башти укріпили, втім, конструкція надбудови виявилася нетривкою у на початку XVI століття виникла реальна загроза обвалу усієї споруди. У 1519—1520 роках до міста, на запрошення міської влади, прибули майстри з Гента і Лілля, для обстеження споруди. Після цього верхню частину бефруа розібрали, зменшивши висоту будівлі до третього поверху і замінивши розібрану половину великим центральним шпилем та чотирма меншими шпилями на кутах; годинник бефруа переставили на дзвіницю міської церкви святого Мартина. Проте зменшення висоти будівлі та, як наслідок, зменшення навантаження на вельми старий фундамент не повністю врятувало ситуацію — сучасна бефруа помітно нахилена на захід.
Приблизно на початку XVI століття комплекс палати сукнарів виявився замалим для потреб текстильної галузі, що активно розвивалася. У 1540 році, за проектом антверпенського архітектора Пітера Телса (Pieter Theels) на сусідній площі звели нову, більшу будівлю палати сукнарів, яка отримала назву «Великої» (нід. Grote Hallen), в той час як стара будівля стала називатися «Старою» або «Малою палатою», втративши, однак, своє первісне значення, лише щопонеділка та під час святкових ярмарків тут велася торгівля різноманітними товарами.
Близько 1550 року будівлю старої палати сукнарів перетворили на 22 житлові будинки зі спільним внутрішнім подвір'ям. У 1717—1719 роках ці будинки знесли через аварійний стан і перебудували у стилі Людовика XIV. Тоді ж на фасаді бефруа з'явилася почесна дошка із написом латиною: «Anttiquissima oppidi — cortraceni supersteti» (укр. «Як найстаріша у місті, все ще стою»)
Наприкінці XIX століття міська влада Кортрейка вирішила реконструювати центр міста, зробивши його просторішим за рахунок знесення старої забудови, а також збудувати нову будівлю поштамту. У 1896—1899 роках усі будинки навколо бефруа знесли, така сама доля чекала і на саму башту, яка, на думку міської влади, псувала перспективу одної з головних вулиць центральної частини та заважала рухові транспорту. Проте ці плани наштовхнулися на сильний опір громадськості, підтриманої Королівською комісією пам'яток і ландшафтів (нід. Koninklijke Commissie voor Monumenten en Landschappen), тому бефруа вирішили залишити. У 1902—1903 роках архітектор Йозеф В'єрен (Joseph Viérin) відреставрував будівлю, відновивши її історичний вигляд, зокрема, на головному фасаді бефруа з'явилися герб Кортрейка та статуя Діви Марії.
У Першій світовій війні бефруа постраждала від бомбардувань і незабаром була реконструйована, у 1923 році біля неї з'явився меморіал загиблим у війні воякам. З 19 квітня 1937 року бефруа охороняється державою як пам'ятка історії та архітектури.
Під час Другої світової війни бефруа також значно постраждала від бомбардувань, її відбудували лише у 1950-х роках. У 1989 році реконструювали шпиль башти, у 1996 році — фасади.
Башта-бефруа є одним із символів сучасного Кортрейка та відкрита для відвідування.

## Опис

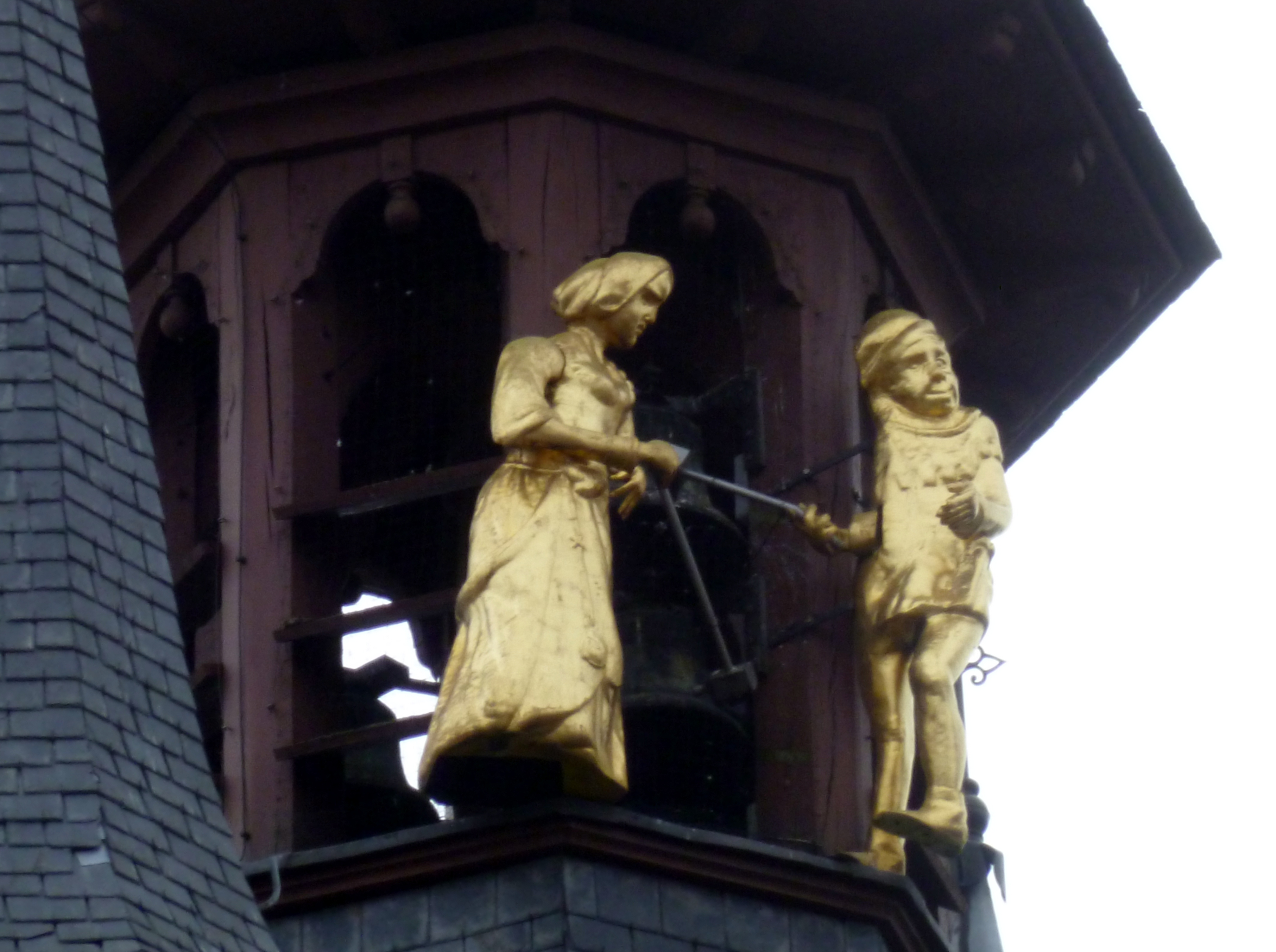
Мантен і Калле, фігурки-жакемари бефруа

Масивна, прямокутна у плані, цегляна башта-бефруа розташована у південно-західній частині площі Гроте-Маркт. Головний фасад прикрашений гербом міста і статуєю Діви Марії під балдахіном. Головний шпиль з 1712 року увінчаний золотою статуєю давньоримського бога торгівлі Меркурія.
У верхній частині бефруа з XVI століття розташовувався карильйон, реконструйований у 1950-х роках. Сучасний карильйон бефруа встановлений у 1994 році; влітку регулярно проводяться концерти. На східній частині башти розташовані дві позолочені фігури людей, так звані жакемари, які щогодини рухаються, імітуючи биття у дзвін. Фігурки зображають чоловіка та жінку в середньовічному одязі і мають власні імена — Мантен і Калле відповідно. Перші жакемари з'явилися на бефруа ще на початку Середньовіччя, але у 1382 році статуї стали частиною воєнної здобичі бургундців, які пограбували місто. Сучасні фігурки встановлені на бефруа у 1961 році.
З південно-східної сторони бефруа розташований меморіал військовим, загиблим у Першій світовій війні. Його встановили 15 липня 1923 року, авторами є міський архітектор Йозеф Демере (Joseph Demeere) і скульптор Годфрід (Годфруа) Деврезе.